# Gentil (personnage)
Pour les articles homonymes, voir Gentil.
Le terme gentil désigne familièrement, dans une perspective manichéenne, un personnage d'une œuvre de fiction qui fait essentiellement le bien, qui agit de manière conforme à la morale. Il s'oppose au méchant. Par exemple, dans la trilogie Star Wars classique, les méchants sont les défenseurs de l'Empire galactique, qui veulent le règne des forces du Mal, tandis que les gentils sont les rebelles, qui essayent d'empêcher l'Empire d'arriver à ses fins.
Le terme « gentil » étant souvent considéré comme puéril, on lui préfère souvent le terme « héros » ou « protagoniste », tandis que ceux d'« opposant » ou d'« antagoniste » remplacent « méchant ». Les notions sont pourtant distinctes, puisqu'un personnage foncièrement gentil peut être, dans un récit, un obstacle aux objectifs du protagoniste, soit parce qu'il lui crée des problèmes malgré lui, soit parce que le protagoniste est le méchant, c'est-à-dire le plus mauvais des deux. Les termes « gentils » et « méchants » sont rarement employés par les personnages eux-mêmes, excepté dans un cadre humoristique ou dans les séries pour enfants.
En règle générale, le terme « gentil » désigne le héros d'une œuvre et ses alliés ; ainsi, dans la bande dessinée Les Aventures de Tintin, le terme « gentil » peut s'appliquer non seulement au héros, Tintin, mais aussi à ses amis (Milou, le Capitaine Haddock, le professeur Tournesol...), qui l'aident à lutter contre ses ennemis. Le terme peut aussi s'appliquer aux personnages auxquels le héros vient en aide : par exemple, dans l'album Tintin au Tibet, le personnage de Tchang ne joue pas précisément le rôle d'un allié de Tintin, mais il est la victime innocente d'un accident d'avion que son ami Tintin décide de sauver, ce qui fait mécaniquement de Tchang un gentil. 
Dans certaines œuvres comme Terminator de James Cameron ou le Batman de Tim Burton, le méchant (qu'il s'agisse du Terminator ou du Joker) a en fait un rôle aussi important, voire plus important que le gentil (Kyle Reese ou Batman), ce qui rend caduque l'opposition traditionnelle héros/méchant et fait que le méchant mérite aussi bien le titre de héros (au sens de « personnage principal ») que le gentil.
Une œuvre où l'opposition entre la personnalité des gentils et celle des méchants est nette, sans ambiguïtés, sera qualifiée de manichéenne. Cette opposition est très marquée, par exemple, dans de nombreux contes ou films pour enfants ; ainsi, en regardant un dessin animé des studios Disney, les enfants comprennent immédiatement à quel personnage ils doivent s'identifier, quel personnage ils doivent prendre pour modèle. 
À l'inverse, certaines œuvres, généralement destinées à un public plus âgé, mettent en scène des personnages plus nuancés (agissant plus par intérêt que par amour pour la justice, faisant tantôt le bien, tantôt le mal...). Elles échappent ainsi à la traditionnelle dichotomie gentils/méchants. Dans certains cas, comme dans Iznogoud, les héros sont même franchement mauvais et agissent davantage comme des méchants, ou agissent tantôt bien tantôt mal, faisant d'eux des personnages vraiment impossibles à classer comme gentils ou méchants, tels que Valérie Gray dans Danny Fantôme ou Red X dans Teen Titans : Les Jeunes Titans — on préférera dans ce cas parler d'« antihéros ».